# Myrendal Kloster
Myrendal Kloster (tysk: Trappistenkloster Myrendal) mellem Olsker og Rutsker har siden 1966 været kloster for trappistmunke på Bornholm. 

## Historie
Seks munke fra det belgiske trappistkloster af Achel grundlagde i 1966 Myrendal Kloster på Bornholm (Krogholmsvej 18 i Olsker) for at reformere. I 2002 blev det en selvstændig priorat. Jesuitten Hans Ludvig Martensen biskop af København, var stiftelsesbiskop. Munkene sikrer deres levebrød ved at binde bøger ind. Klosterets eksistensgrundlag er truet af et fald i medlemskab og aldring af medlemmer. Statistikken fra 2018 viser to medlemmer. 

### Liste over abbeder
- Frans van Haaren (født 1933)   (1966-2007)
- Clemens Vialle                 (2007–)

## Weblinks
- Side om klosteret på Trappist-webstedet
- Side af klosteret i Cistopedia
- Rapport fra 2012 om klosteret Arkiveret 3. marts 2016 hos  Wayback Machine
- Privat blog med information om klosteret, illustreret
- 2016-rapport om konventet, dansk, illustreret Arkiveret 12. oktober 2018 hos  Wayback Machine

|  | Denne artikel om en bygning eller et bygningsværk kan blive bedre, hvis der indsættes et (bedre) billede. Du kan hjælpe ved at afsøge Wikimedia Commons for et passende billede eller lægge et op på Wikimedia Commons med en af de tilladte licenser og indsætte det i artiklen. |

55°13′42″N 14°46′32″Ø / 55.2284°N 14.7755°Ø